# Gabriel Navarro
Gabriel Navarro (ur. 6 sierpnia 1992) – hiszpański lekkoatleta specjalizujący się w biegach długich.
W 2009 odpadł w eliminacjach biegu na 3000 metrów podczas mistrzostw świata juniorów młodszych, a w 2010 na dystansie 10 000 metrów był jedenastym zawodnikiem mistrzostw świata juniorów. Dwukrotny złoty medalista mistrzostw Europy juniorów w 2011. W 2013 został młodzieżowym mistrzem Europy w biegu na 10 000 metrów.
Dwa razy startował, nie odnosząc sukcesów, w mistrzostwach świata w biegach przełajowych.
Rekordy życiowe: bieg na 5000 metrów – 13:57,25 (12 czerwca 2013, Huelva); bieg na 10 000 metrów – 29:28,17 (29 maja 2013, Avilés). 

## Osiągnięcia
| Rok  | Impreza                                   | Miejsce          | Konkurencja                   | Pozycja     | Wynik    |
| ---- | ----------------------------------------- | ---------------- | ----------------------------- | ----------- | -------- |
| 2009 | Mistrzostwa świata juniorów młodszych     | Tyrol Południowy | bieg na 3000 m                | eliminacje  | 8:44,85  |
| 2010 | Mistrzostwa świata w biegach przełajowych | Bydgoszcz        | bieg juniorów na 8 km         | 88. miejsce | 25:31    |
| 2010 | Mistrzostwa świata juniorów               | Moncton          | bieg na 10 000 m              | 11. miejsce | 29:57,78 |
| 2011 | Mistrzostwa świata w biegach przełajowych | Punta Umbría     | bieg juniorów na 8 km         | 54. miejsce | 25:09    |
| 2011 | Mistrzostwa Europy juniorów               | Tallinn          | bieg na 5000 m                | 1. miejsce  | 14:07,06 |
| 2011 | Mistrzostwa Europy juniorów               | Tallinn          | bieg na 10 000 m              | 1. miejsce  | 30:02,18 |
| 2012 | Mistrzostwa Europy w biegach przełajowych | Budapeszt        | bieg młodzieżowców na 8,05 km | 30. miejsce | 25:29    |
| 2013 | Młodzieżowe mistrzostwa Europy            | Tampere          | bieg na 5000 m                | 11. miejsce | 14:35,18 |
| 2013 | Młodzieżowe mistrzostwa Europy            | Tampere          | bieg na 10 000 m              | 1. miejsce  | 29:43,22 |